# Åssjön, Dalarna
Åssjön är en sjö i Rättviks kommun i Dalarna och ingår i Dalälvens huvudavrinningsområde. Sjön har en area på 1,05 kvadratkilometer och ligger 248 meter över havet.

## Delavrinningsområde
Åssjön ingår i det delavrinningsområde (679374-148012) som SMHI kallar för Utloppet av Åssjön. Medelhöjden är 275 meter över havet och ytan är 11,39 kvadratkilometer. Det finns inga avrinningsområden uppströms utan avrinningsområdet är högsta punkten. Vattendraget som avvattnar avrinningsområdet har biflödesordning 4, vilket innebär att vattnet flödar genom totalt 4 vattendrag innan det når havet efter 322 kilometer. Avrinningsområdet består mestadels av skog (73 procent) och sankmarker (12 procent). Avrinningsområdet har 1,06 kvadratkilometer vattenytor vilket ger det en sjöprocent på 9,3 procent.